# مقاطعة دالاهو
مقاطعة دالاهو (بالفارسية: شهرستان دالاهو) هي مقاطعة تقع في كرمانشاه في إيران. يقدر عدد سكانها بـ 42,310 نسمة .